# Çiçekdağı
Die Gemeinde Çiçekdağı ist das Verwaltungszentrum des gleichnamigen Landkreises (İlçe) der  Provinz Kırşehir. Çiçekdağı, zu deutsch Blumenberg, liegt am Fuße des gleichnamigen 1691 m hohen Bergmassivs, über das die Fernstraße D 785 in das 67 km entfernte Kırşehir führt (55 km Luftlinie). Bis zur nächstgrößeren Stadt Yerköy in der Provinz Yozgat sind es knapp sechs Kilometer in nordöstlicher Richtung.

## Geographie
Der Landkreis Çiçekdağı liegt im äußersten Nordosten der Provinz. Er grenzt im Westen an den Kreis Akçakent und im Süden an den zentralen Landkreis (Merkez) sowie an den Kreis  Boztepe. Im Norden und Osten bildet die Provinz Yozgat eine Grenze, im Südosten die Provinz Nevşehir. 
Das Klima ist kontinental mit kalten Wintern und warmen Sommern. Der Hauptteil der mäßigen Niederschläge fällt im Frühling.
Die Wirtschaft des Landkreises beruht auf der Landwirtschaft. An Sonderkulturen sind Zuckerrüben erwähnenswert. An Bodenschätzen finden sich Lagerstätten von Lignit und Fluorit.
Der Landkreis besteht neben der Kreisstadt (2020: 45,3 % der Kreisbevölkerung) mit Köseli (2392 Einw.) aus einer weiteren Gemeinde (Belediye) sowie 45 Dörfern (Köy) mit durchschnittlich 116 Einwohnern. Die Skala der Einwohnerzahlen reicht von 530 (Boğazevci) herab bis 35 (Alimpınar und Baraklı). 18 Dörfer haben mehr als 100 Einwohner. Die Bevölkerungsdichte (15,6) ist geringer als die der Provinz (mit 36,9 Einw. je km²).

## Geschichte
Der Landkreis ist nach dem zentralen Landkreis der älteste der Provinz Kırşehir. Çiçekdağı wurde erstmals 1845 unter dem Namen Boyalık Köyü erwähnt. 1855 wurde es unter dem Namen Mecidiye (zu Ehren des damals regierenden Sultans Abdülmecid) Zentrum einer gleichnamigen Nahiye, die verwaltungsmäßig an Yozgat angeschlossen war. Yozgat war damals unter dem Namen Bozok Hauptort eines Sandschak und in mehrfachem Wechsel mit Ankara bis zur Errichtung des Vilâyet Ankara 1867 Hauptort des Eyâlet Ankara bzw. Bozok. Sultan Abdülaziz erhob die Nahiye zur Kaza. Nachdem das Zentrum des Kreises zwischen 1910 und 1912 in das Dorf Kırdök verlegt worden war, wurde im ersten Jahr des Ersten Weltkrieges durch Enver Pascha das Zentrum vorübergehend nach Mucur verlegt. Auf Drängen der Bewohner wurde der Kreis Mecidiye wiederhergestellt. Nach den Angaben auf der Website der Gemeinde wurde der Kreis 1924 von Yozgat gelöst und der Provinz Kırşehir zugeschlagen. Allerdings wird bereits für das Jahr 1912 Mecidiye als Kaza des Sandschaks Kırşehir erwähnt. Im Jahre 1930 erhielten Kreis und Ortschaft ihren heutigen Namen.
Bei Auflösung der Provinz Kırşehir 1954 kam der Kreis an die Provinz Yozgat und fiel nach der Wiedererrichtung der Provinz Kırşehir 1957 wieder an diese zurück.

## Persönlichkeiten
- Neşet Ertaş (1938–2012), Volkssänger aus dem Dorf Kırtıllar[3]
- Suat Yalaz (1932–2020), Comicautor und -zeichner, Karikaturist, Drehbuchautor und Regisseur